# Pliohippus
Genre
Pliohippus est un genre d’équidé fossile du Miocène présent en Amérique du Nord, ancêtre fossile du cheval du Pliocène, il avait des doigts latéraux très réduits.
Il apparut il y a 12 millions d'années en Amérique du Nord et disparut il y a environ 5 millions d'années. Contrairement à ce que l'on a supposé lors de sa découverte, il n'a pas vécu au Pliocène, qui lui a donné son nom d'espèce, mais au Miocène.

## Description

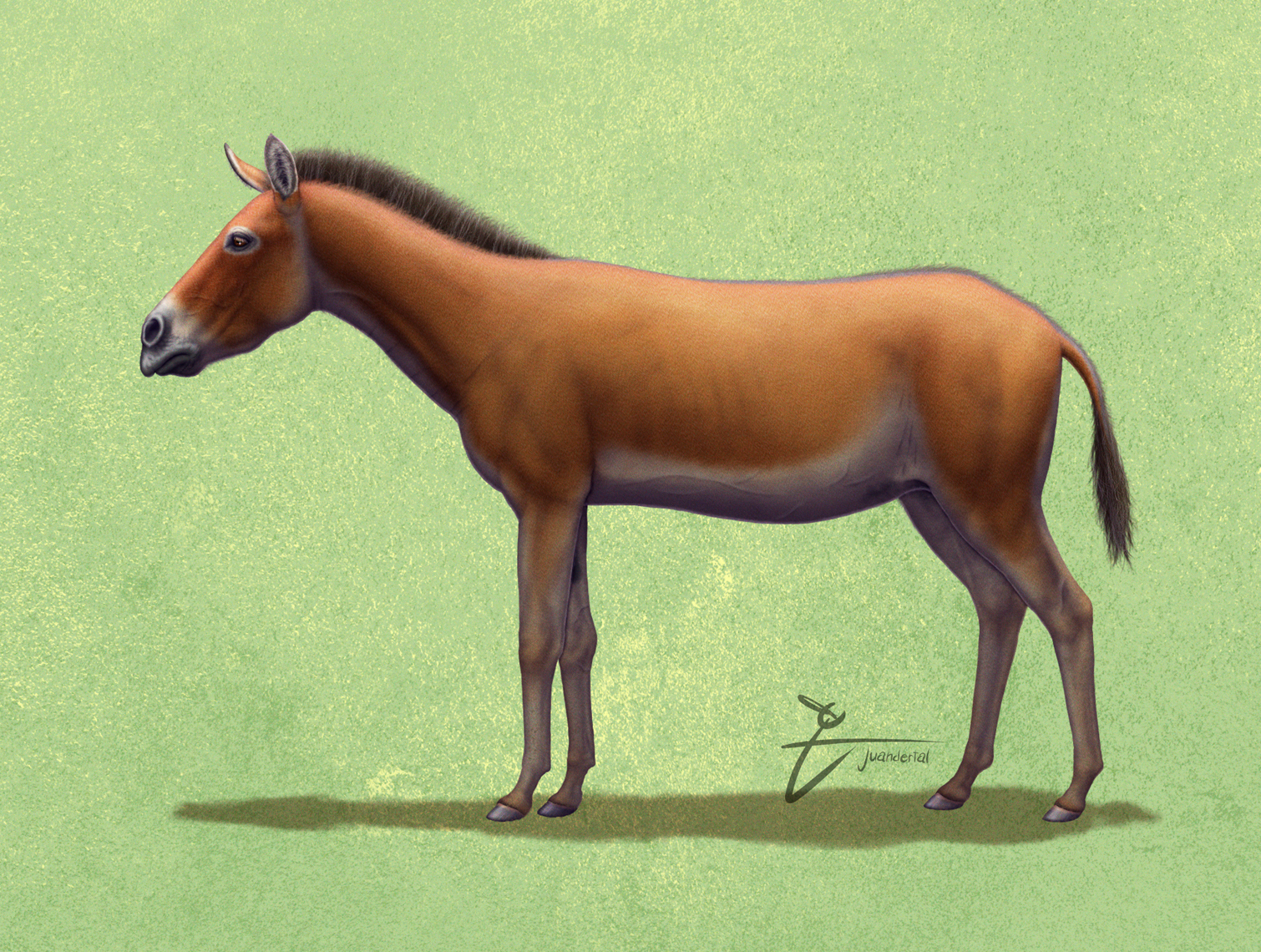
Reconstruction de P. pernix.

Il mesurait 1 mètre 20 au garrot. Il est le premier équidé à n'avoir qu'un seul sabot, mais avait deux très longs vestiges de doigts des deux côtés, et des membres longs et minces lui permettant d'être très rapide. Pliohippus était un brouteur qui s'alimentait d'herbes de la steppe des plaines nord-américaines qu'il  habitait.
Jusqu'à récemment, en raison de ses nombreuses similitudes anatomiques, Pliohippus était considéré comme l'ancêtre du cheval actuel Equus. Mais bien qu'il soit clairement un équidé, son crâne comporte des fosses profondes sous les yeux (s'agissait-il de l'emplacement de glandes, de muscles ou d'une caisse de résonance nasale ?), une caractéristique non trouvée chez aucun membre d'Equus. En outre, ses dents étaient fortement courbées, à la différence des dents très droites des chevaux modernes. Les sabots étaient fendus en deux. Par conséquent, il est peu probable qu'il soit l'ancêtre d'Equus, les paléontologues pensent qu'Astrohippus pourrait être cet ancêtre.
Des fossiles de Pliohippus ont été trouvés aux États-Unis, au Canada et en Chine, ce qui suppose qu'il ait donc migré en Eurasie par le détroit de Béring. Il a été démontré que par deux fois au cours du Miocène, la glaciation a créé un passage entre les deux continents.

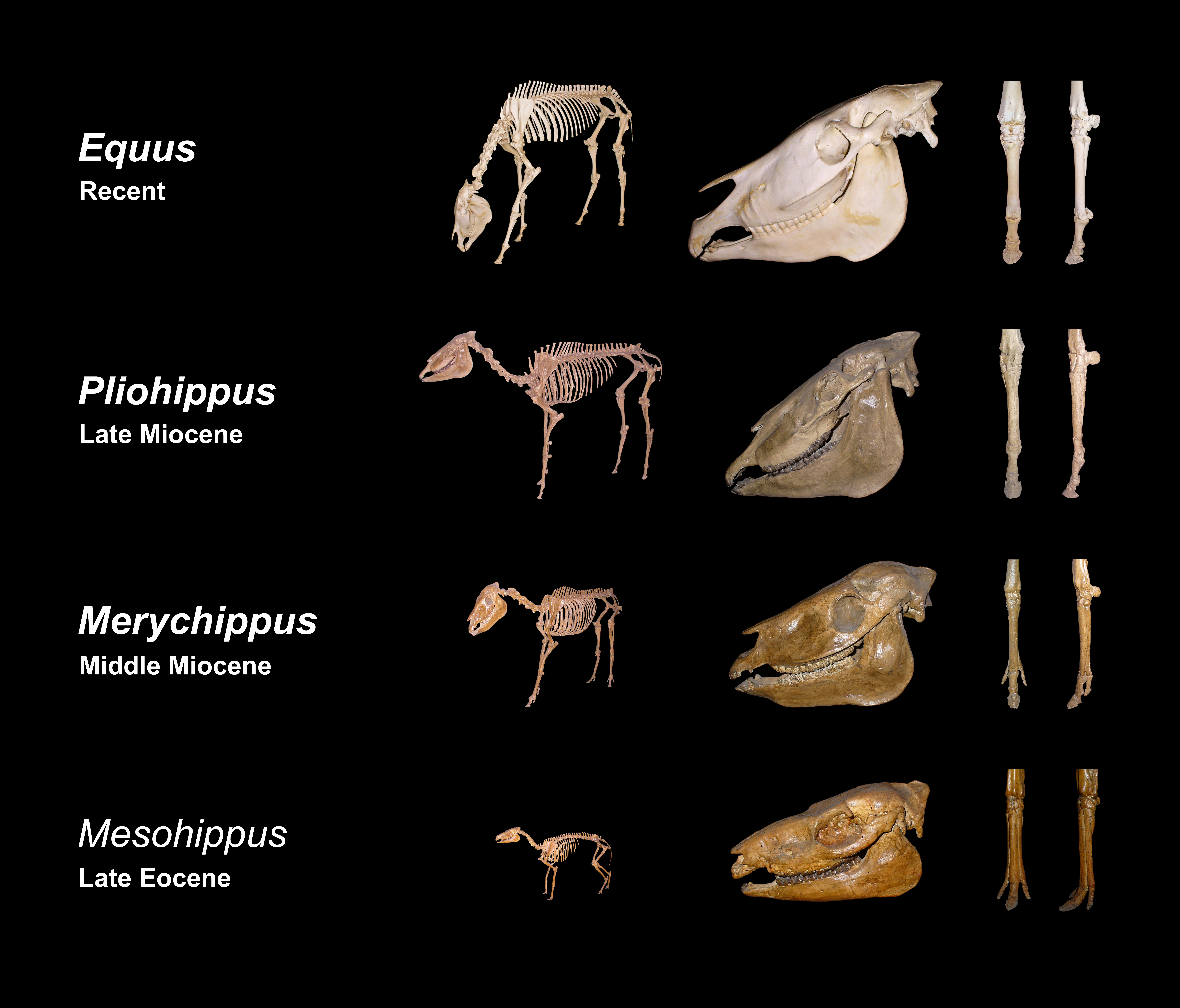
Position de Pliohippus dans l'évolution des équidés.

## Liste d'espèces
Selon Paleobiology Database (4 juil. 2012) :
- † Pliohippus castilli ;
- † Pliohippus fossulatus ;
- † Pliohippus mirabilis ;
- † Pliohippus nobilis ;
- † Pliohippus pernix ;
- † Pliohippus tantalus ;
- † Pliohippus tehonensis.